# Kia Besta
Kia Besta – samochód osobowo-dostawczy typu van klasy średniej produkowany pod południowokoreańską marką Kia w latach 1985 – 1997.

## Historia i opis modelu

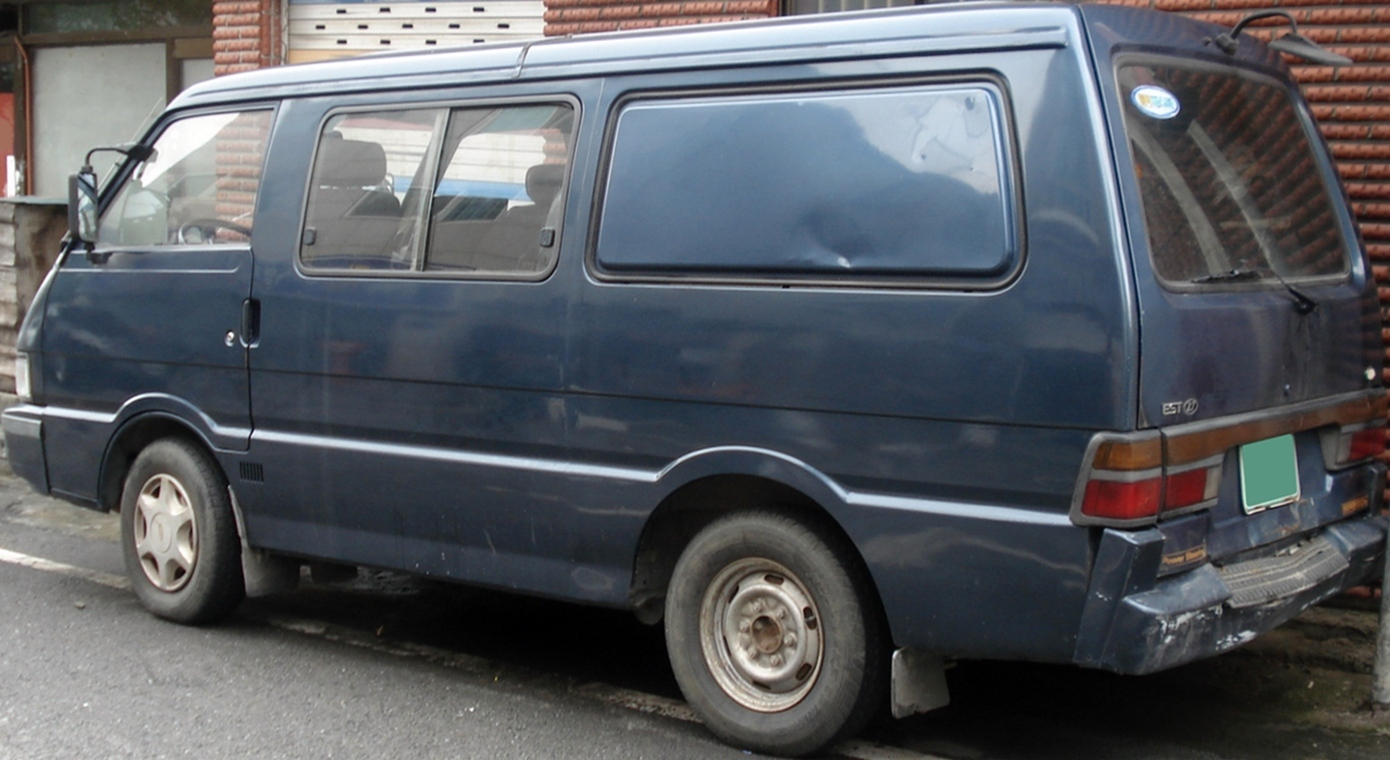
Kia Besta - tył

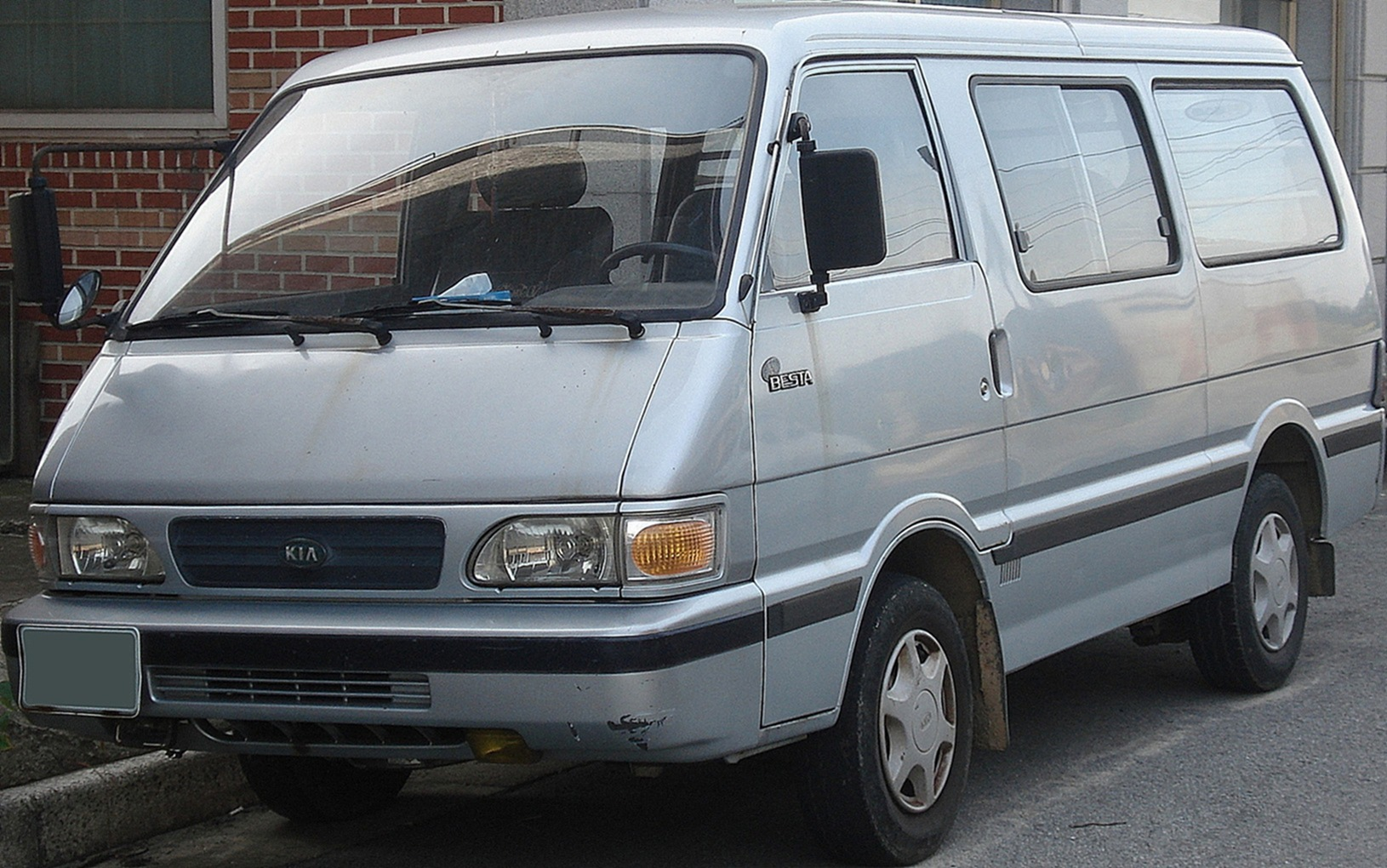
Kia Besta po liftingu

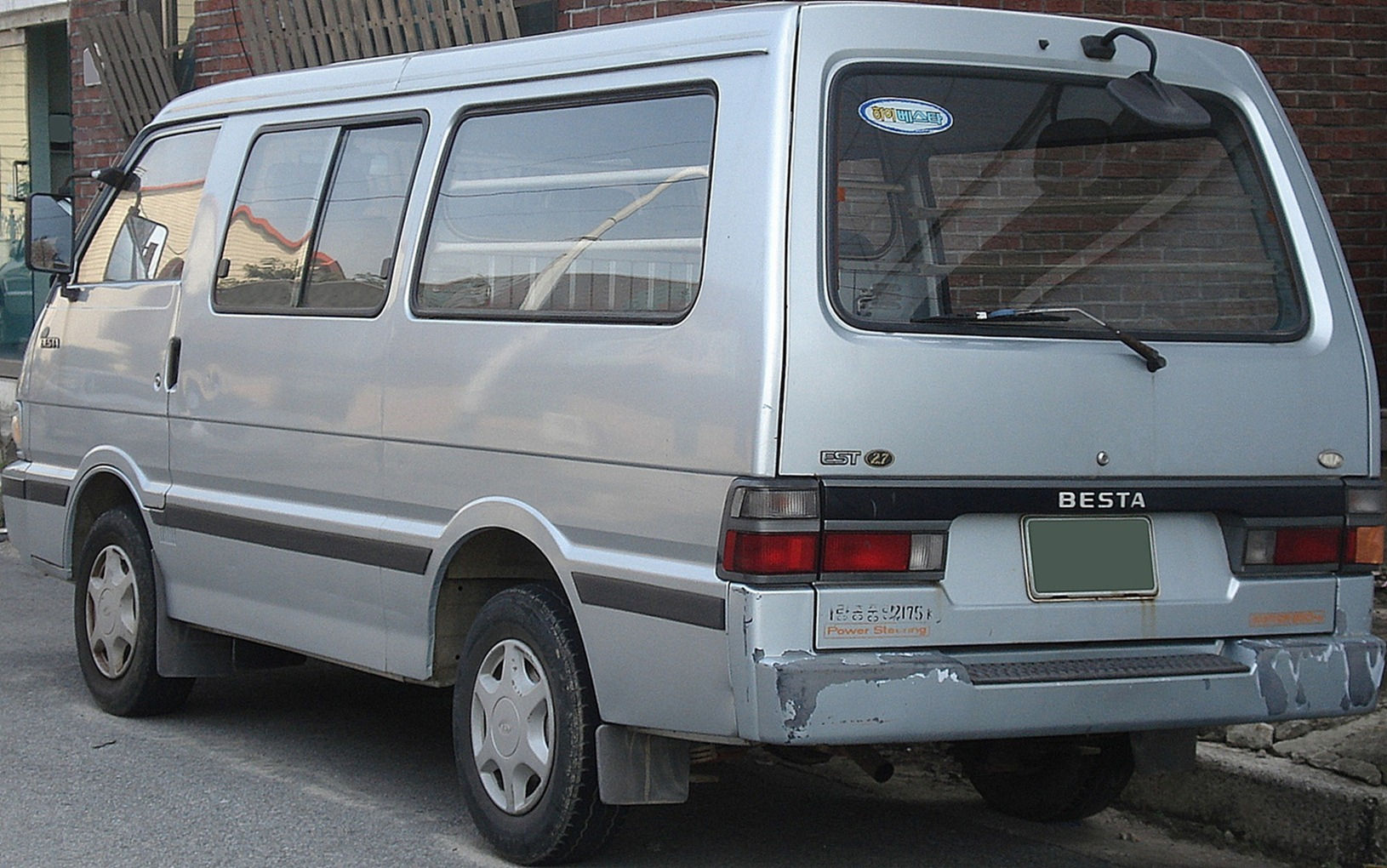
Kia Besta - tył po liftingu

W 1985 roku Kia zdecydowała się poszerzyć swoją ofertę o duży, osobowo-dostawczy model Besta zbudowany w ramach współpracy z japońską Mazda. W ramach zakrojonego na szeroką skalę wówczas partnerstwa, Kia Besta była bliźniaczą konstrukcją modelu Mazda Bongo.
W porównaniu do pierwowzoru, Kia Besta odróżniała się unikalnym wyglądem przedniej części nadwozia z podłużnymi reflektorami i wąską, umieszczoną między nimi atrapą chłodnicy. Inaczej wyglądały też tylne lampy, które przyjęły formę dwuczęściową, a ponadto połączono je biegnącą przez całą szerokość klapy bagażnika poprzeczką.
Gamę jednostek napędowych utworzyły wyłącznie silniki wysokoprężne, początkowo wyłącznie o pojemności powyżej 2 litrów, a po restylizacji także 1,9 litra. Jednostka napędowa została umieszczona na wysokości przedniej osi pod kabiną pasażerską, co pozwoliło wygospodarować obszerną kabinę pasażerską umożliwiającą przewieźć nawet 17 pasażerów.

### Lifting
W 1994 roku Kia Besta przeszła obszerną restylizację nadwozia, która przyniosła odświeżone wkłady reflektorów o bardziej zaokrąglonym kształcie i nową, bardziej wyodrębnioną atrapę chłodnicy z nowym owalnym logo producenta. Zmianie uległ też wygląd lamp tylnych oraz klapy bagażnika.

### Sprzedaż
Poza wewnętrznym rynkiem Korei Południowej, Kia Besta była także eksportowana na rynki globalne. Poza Azją Wschodnią, Bliskim Wschodem, Turcją, Rosją i krajami byłego ZSRR, ograniczona pula sztuk była eksportowana także do Kanady.

### Silniki
- L4 1.9l D
- L4 2.2l R2
- L4 2.7l VN